# مسجد بهار
مسجد بهار هو مسجد تاريخي يعود إلى عصر القاجاريون، ويقع في تبريز.